# Qinglong (sockenhuvudort i Kina, Jiangsu Sheng, lat 31,79, long 120,01)
Qinglong (kinesiska: 青龙, 青龙街道) är en sockenhuvudort i Kina. Den ligger i provinsen Jiangsu, i den östra delen av landet, omkring 120 kilometer öster om provinshuvudstaden Nanjing. Antalet invånare är 53 480. Befolkningen består av 25 286 kvinnor och 28 194 män. Barn under 15 år utgör 11,0 %, vuxna 15-64 år 81 %, och äldre över 65 år 6,0 %.
Runt Qinglong är det tätbefolkat, med 982 invånare per kvadratkilometer. Närmaste större samhälle är Changzhou, 5,2 km väster om Qinglong. Trakten runt Qinglong består till största delen av jordbruksmark.
Genomsnittlig årsnederbörd är 1 390 millimeter. Den regnigaste månaden är juli, med i genomsnitt 250 mm nederbörd, och den torraste är januari, med 38 mm nederbörd.